# (33714) Sarakaufman
1999 LG24 (asteroide 33714) é um asteroide da cintura principal. Possui uma excentricidade de 0.09556420 e uma inclinação de 5.47793º.
Este asteroide foi descoberto no dia 9 de junho de 1999 por LINEAR em Socorro.